# Issenhausen
Issenhausen település Franciaországban, Bas-Rhin megyében. Lakosainak száma 108 fő (2022. január 1.). Issenhausen Buswiller, Bosselshausen, Kirrwiller, Lixhausen, Ringendorf és Geiswiller-Zœbersdorf községekkel határos.

## Népesség
A település népességének változása:
| Lakosok száma | 106  | 105  | 110  | 111  | 111  | 113  | 113  | 111  | 108  |
|               | 2013 | 2015 | 2016 | 2017 | 2018 | 2019 | 2020 | 2021 | 2022 |